# Léon Bourgeois
Léon Victor Auguste Bourgeois, francoski državnik, nobelovec, * 21. maj 1851, † 29. september 1925, Francija. 
Bil je predsednik sveta Lige narodov. Njegove ideje so vplivale na radikalno stranko v vrstah zadev. Podpiral je progresivno obdavčitev, progresivno obdavčitev dohodkov in sheme socialne varnosti. skupaj z ekonomsko enakostjo in razširjeno izobraževalno funkcijo. V zunanji politiki se je skliceval na močno Ligo narodov in vzdrževanje miru skozi arbitražo, nadzirano razorožitvijo in gospodarskimi sankcijami ter celo mednarodno vojno silo namenjeno posredovanjem.

## Življenjepis
Bourgeois je bil rojen v Parizu in je tam tudi študiral pravo. Po delu regionalnih upravah je pričel z delom v ministrstvu za notranje zadeve. Po odstopu premiera tretje republike Julesa Grévya novembra 1887 postane za slabo leto prefekt policije, naslednje leto pa kandidira za poslanca in postane član radikalne levice. Naslednje leto postane državni podsekretar, a po slabem letu odstopi in se vrne med poslance. Leta 1890 ponovno kandidira in postane minister za šolstvo in tako opravi pomembne reforme na sekundarni stopnji izobraževanja.
Pri naslednjih volitvah ohrani mesto v vladi in postane minister za pravosodje. Zaradi osebnega vpletanja in pritiskanja na obtožnico finančnih poneverb državnega denarja glede Panamskega kanala, je ostal v neprijetnem položaju in odstopil od ministrskega položaja, a se kasneje ponovno vrnil v vlado.
Novembra 1895 sestavi svoj lastno vladno ekipo, ki je izrazito radikalna, a razpade, saj mu Senat, zgornji francoski predstavniški dom, ne daje podpore z glasovanjem. Velja za pomembnega francoskega prostozidarja prav tako je kar osem njegovih članov vlade prostozidarjev.
Bourgeois računa, da bo javno mnenje prepričalo oziroma omogočilo vladi, da preseže, kar je smatral za neustavno omejevanje njegove vlade. Javno mnenje ni bilo dovolj izrazito in senat je bil uspešnejši. Poraz je bil usoden za kariero vladnega človeka Bourgeoisa. Kot minister za javno podučevanje v vladi 1898 je organiziral tečaje za odrasle na osnovnošolskem nivoju. Nato je predstavljal svojo državo z dostojanstvom in učinkom na obeh Haških mirovnih konferencah in bil leta 1903 izbran kot član trajnega arbitražnega razsodišča.
Vedno bolj se ukvarja z zunanjimi zadevami in maja 1906 postane minister za zunanje zadeve, vedno manj pa je del vladnih ekip.
Ob koncu prve svetovne vojne postane predsednik sveta Lige narodov in je nagrajen z Nobelovo nagrado za mir za njegovo delo leta 1920.
Kot socialni republikanec je Leon Bourgeois vedno ubral srednjo pot med socializmom in kapitalizmom, to pa imenoval “solidarizem,” kjer so premožni imeli socialni dolg do revnih, ki so ga poravnali z davkom na dohodek. To je bila ključna točka zaradi katere je zavrnjen od Senata in je na koncu moral odstopiti kot predsednik vlade.

## Povezave in opombe
1. 1 2  senat.fr
2. 1 2  data.bnf.fr: platforma za odprte podatke — 2011.
3. ↑  J. E. S. Hayward, "The Official Philosophy of the French Third Republic: Leon Bourgeois and Solidarism," International Review of Social History, (1961) 6#1 pp 19-48
4. ↑  Edward A. Tiryakian (2009). For Durkheim: Essays in Historical and Cultural Sociology. Ashgate. str. 93.
5. ↑  He was initiated at "La Sincerité", lodge of Grand Orient de France (Paul Guillaume, « La Franc-maçonnerie à Reims (1740-2000) », 2001, p. 333)
6. ↑  Jean-Marie Mayeur; Madeleine Rebirioux (1988). The Third Republic from Its Origins to the Great War, 1871-1914. Cambridge U.P. str. 164.